# Duomo di Santa Maria la Cava e Sant'Alfio
La Chiesa Madre (Ex Cattedrale) Santa Maria la Cava e Sant'Alfio è il principale luogo di culto nella città di Lentini, ubicato in piazza Umberto I. Al tempio spetta e compete il titolo di cattedrale, in quanto in epoca bizantina la città era sede della Dioecesis Leontina e dal 1968 sede vescovile titolare.

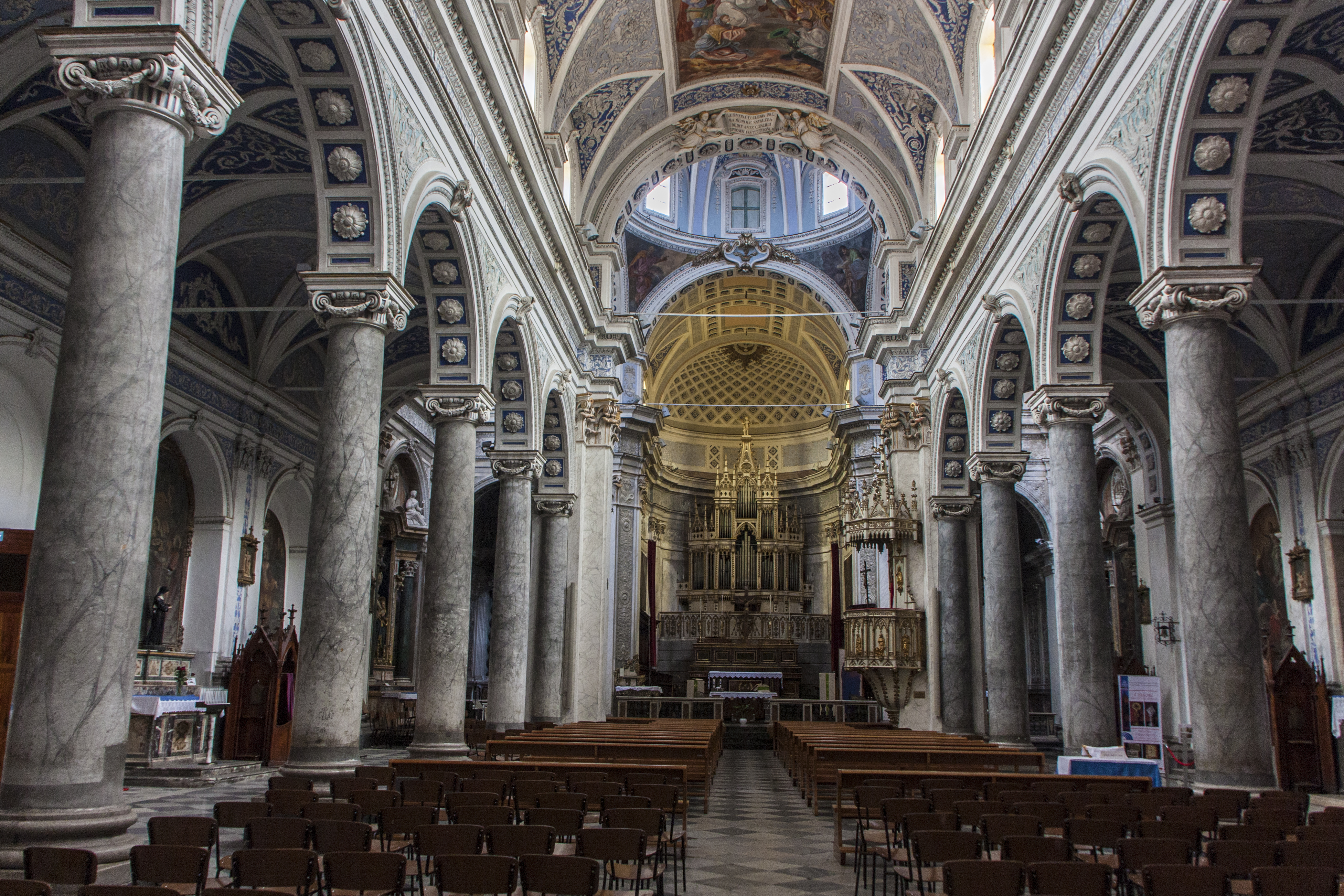
Interno.

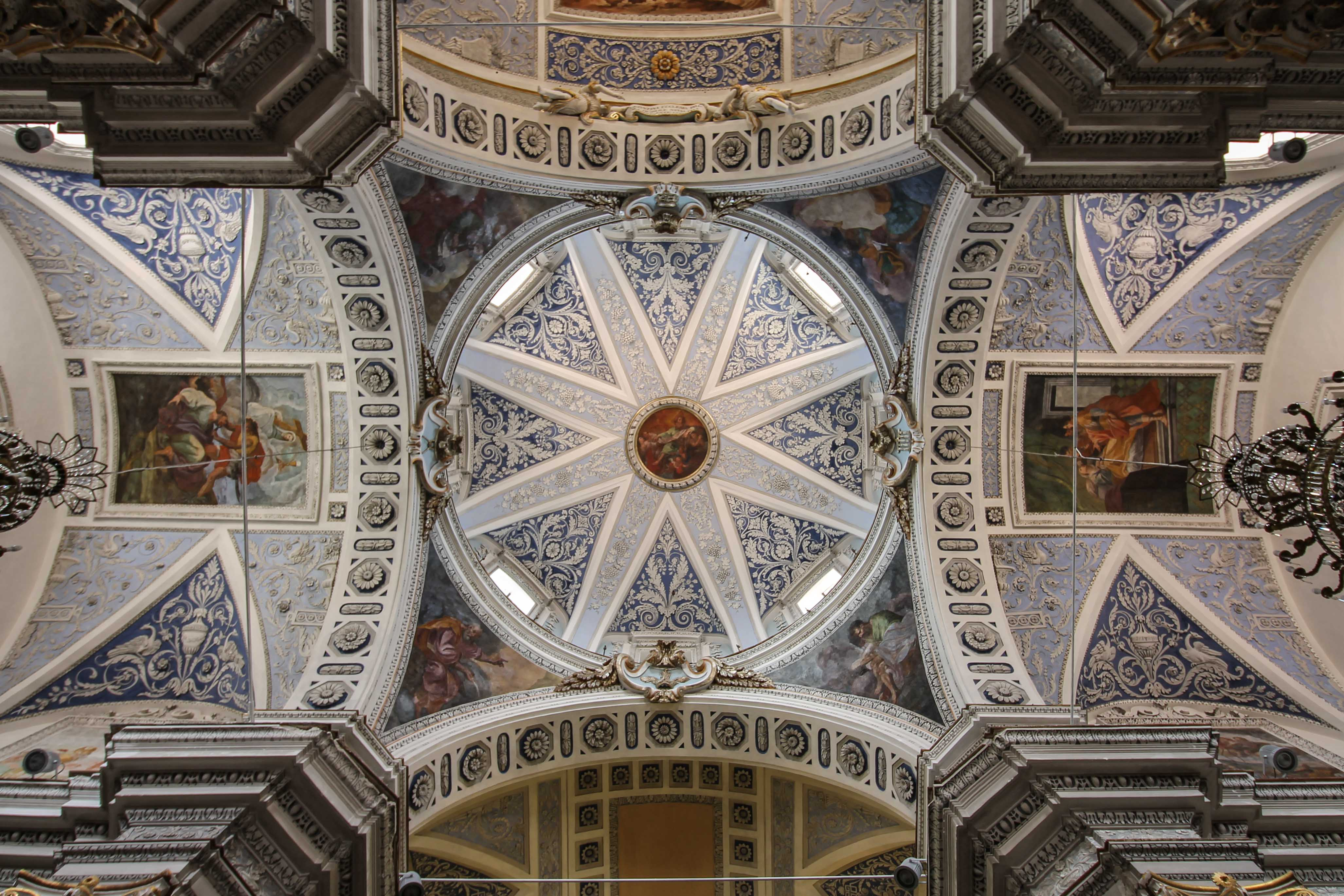
Crociera.

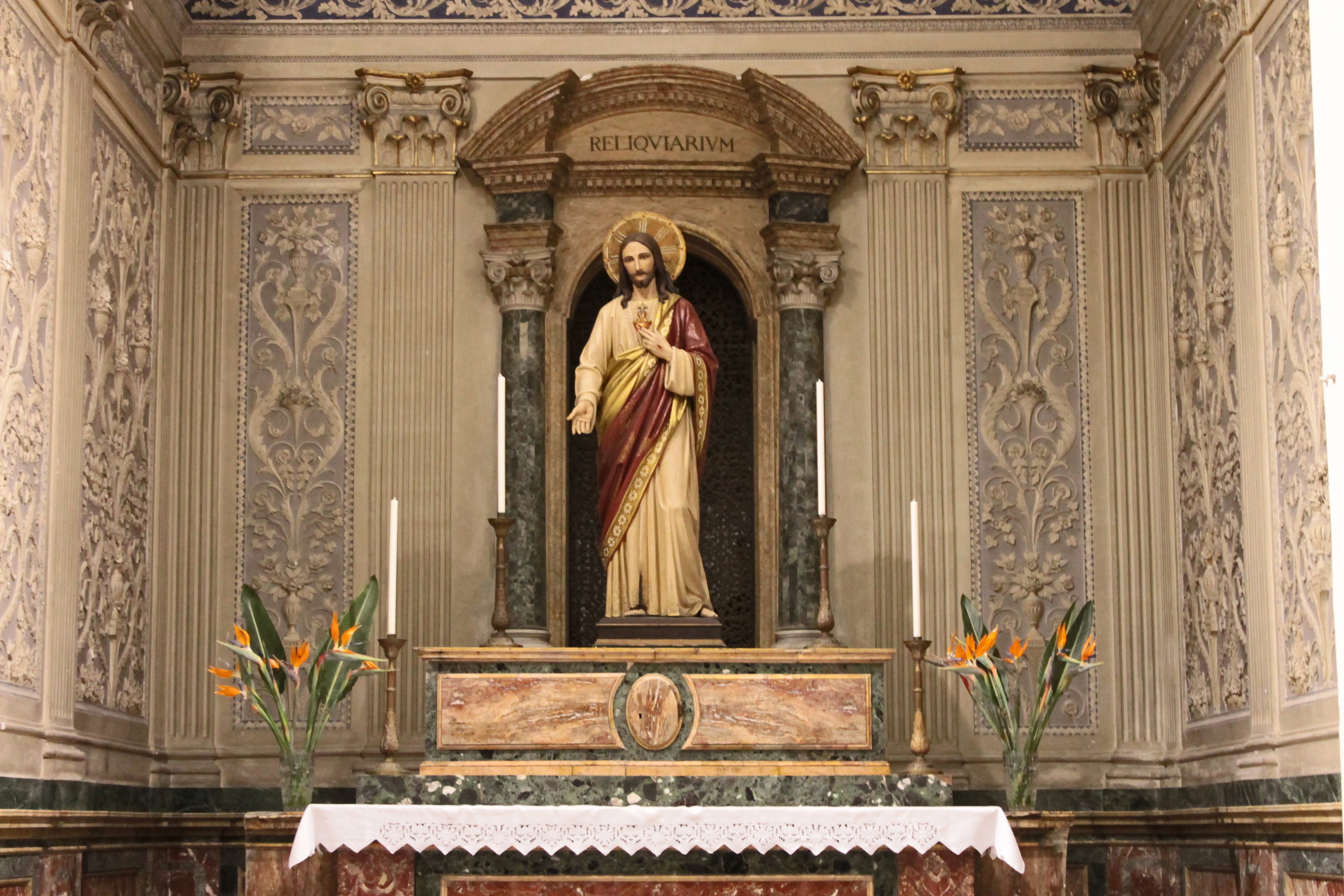
Altare del Santissimo Sacramento.

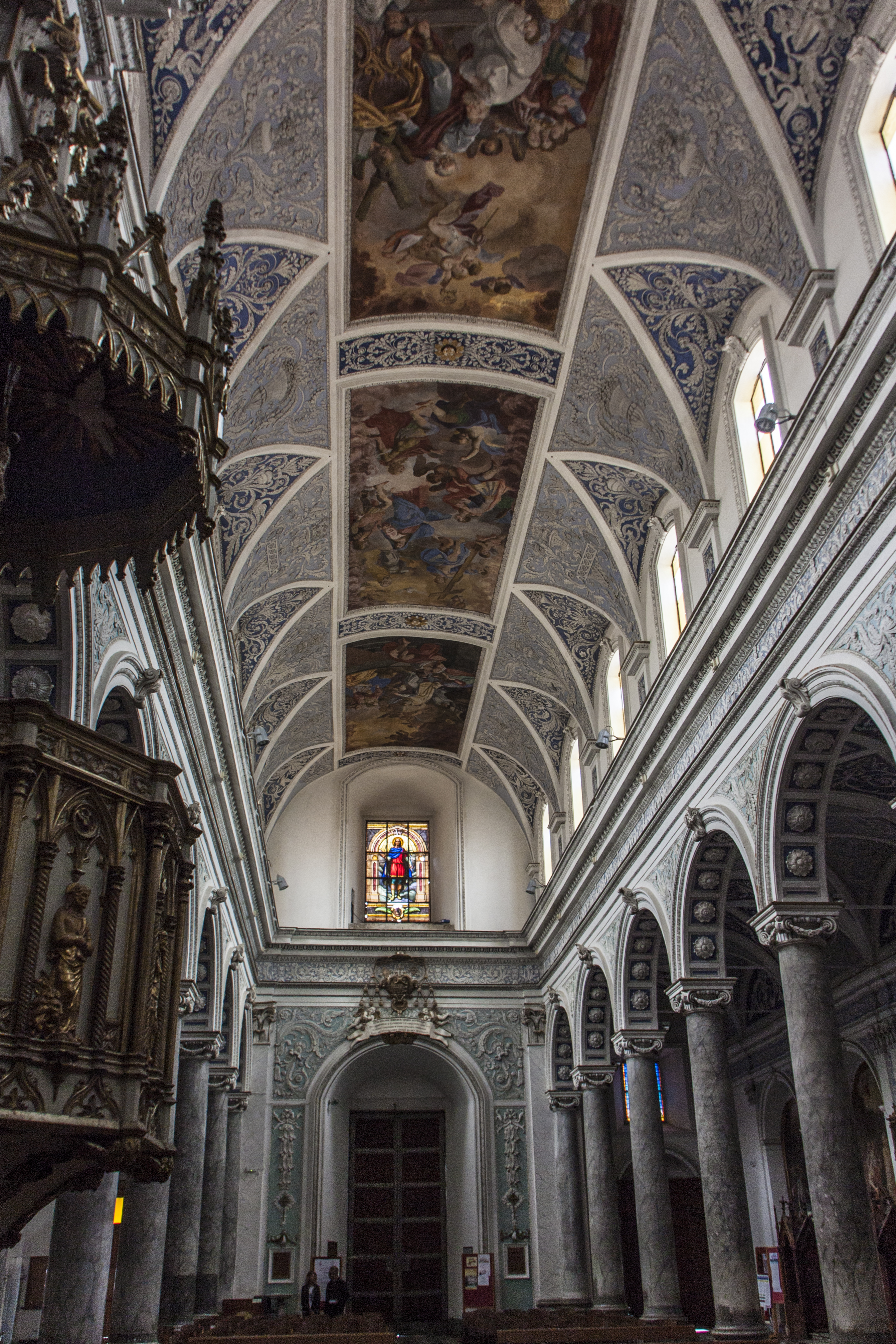
Affreschi sulla volta della navata.

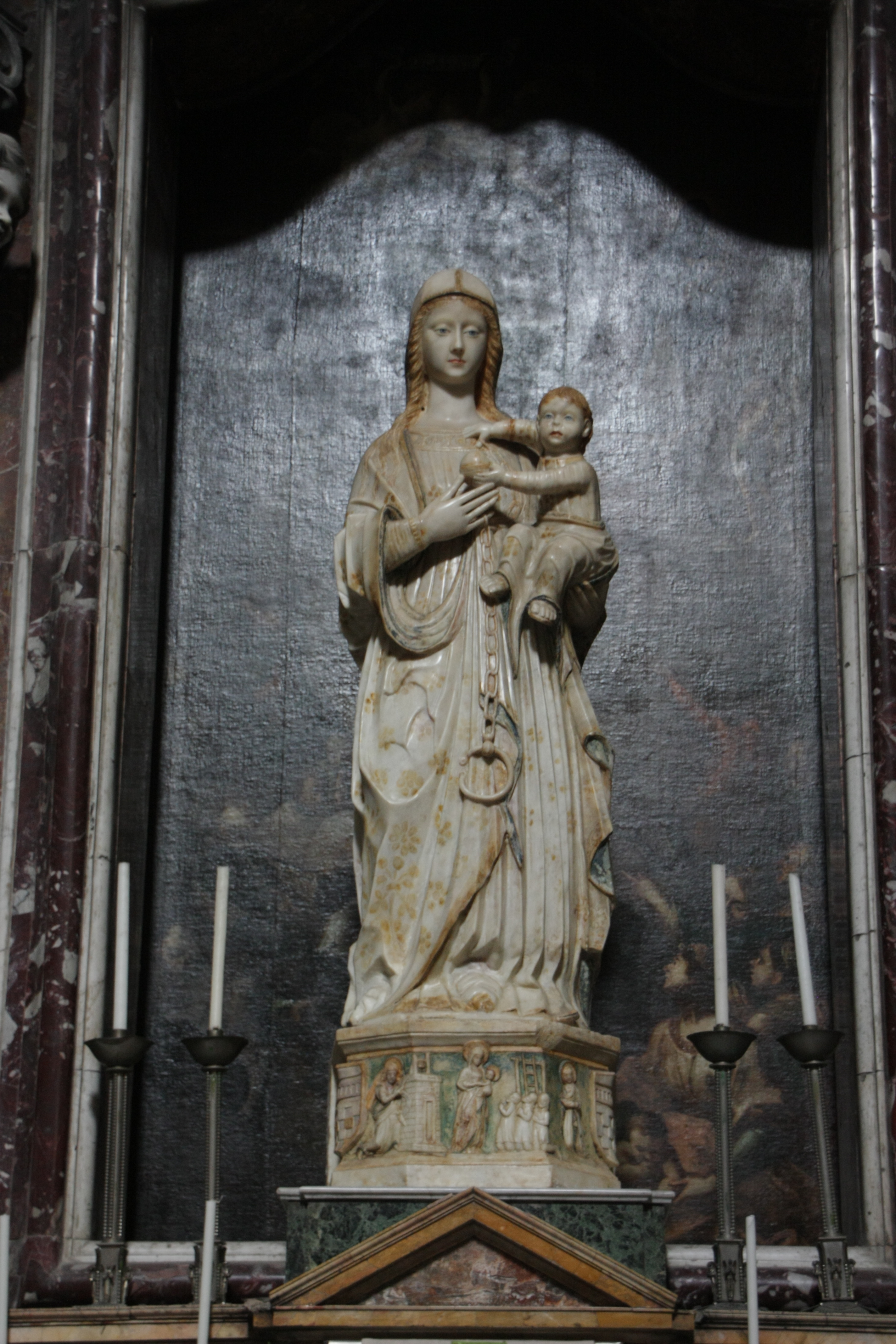
Madonna della Catena.

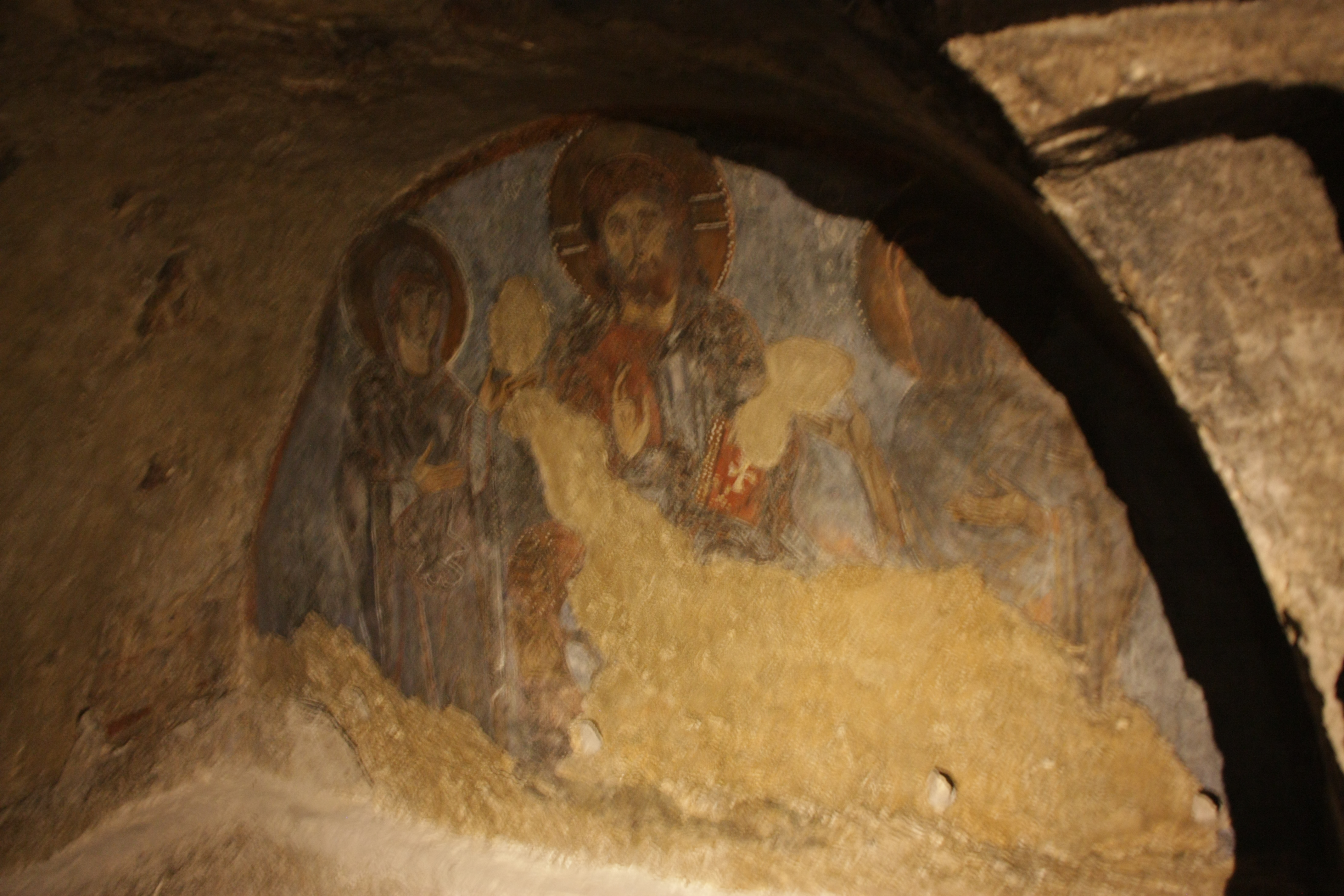
Affreschi nel sepolcro.

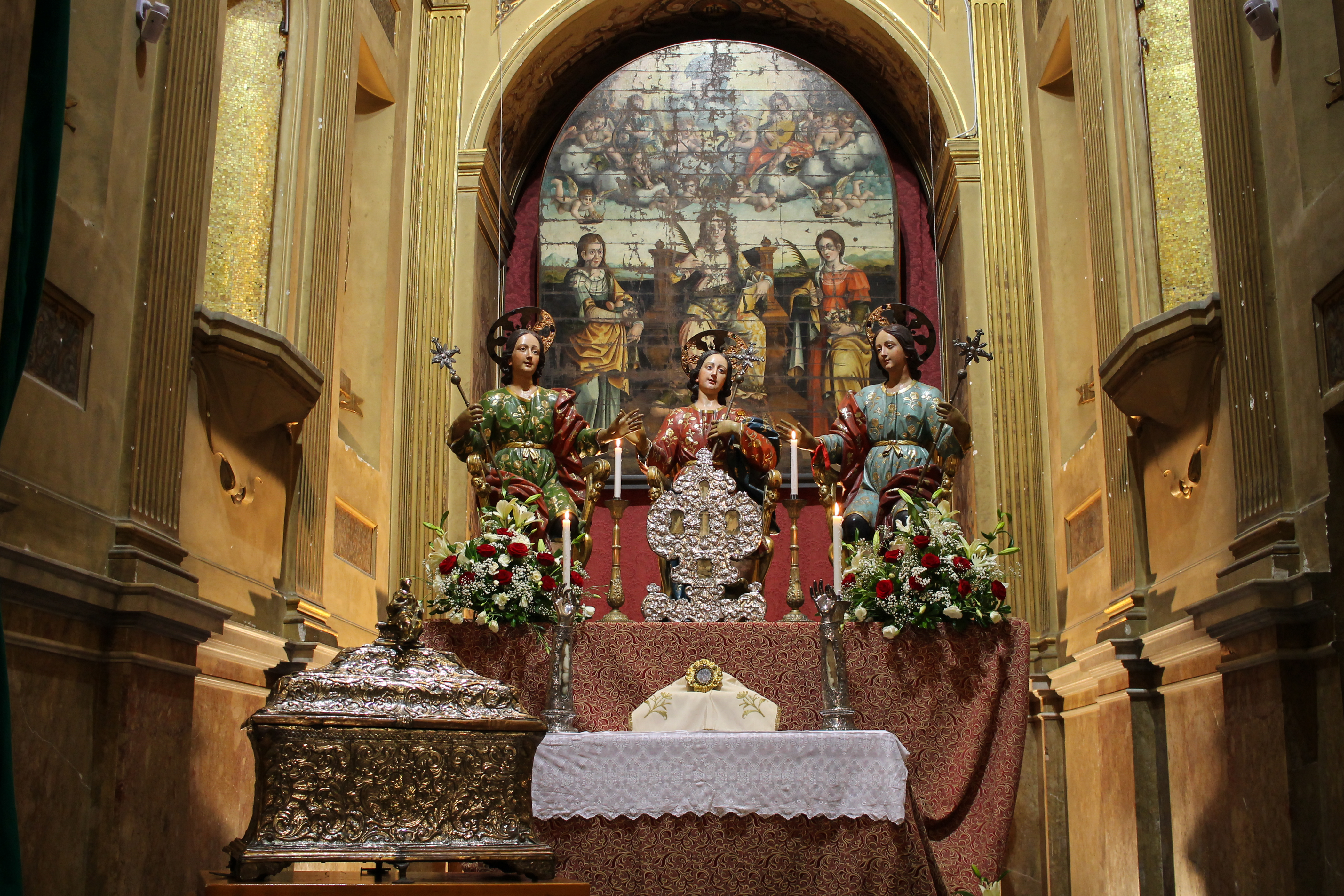
Celletta.

## Storia

### Epoca bizantina
Primitiva cattedrale

Il tempio è chiesa diocesana lentinese, sorto intorno al 253 d.C., coincidente con l'anno del martirio di Alfio e dei suoi fratelli al tempo delle persecuzioni cristiane ordite e perpetrate dall'imperatore Gaio Messio Quinto Traiano Decio, poi da Publio Licinio Valeriano e operate dal prefetto Tertullo. Le fonti attestano il proto vescovo Alessandro, pagano convertitosi al cristianesimo, nome assunto Neofito. La tradizione vuole che sia stata la vergine Tecla leontinese, poi elevata agli onori degli altari, a promuovere e finanziare la sua costruzione.
La cattedrale, consacrata il 4 settembre del 261 d.C. alla Beata Vergine Maria sotto il titolo di «Santa Maria la Cava», sorgeva prossima al Castrum Vetus o Castellaccio. Nota come Santa Mara Vecchia, la chiesa fu innalzata nei pressi della casa della nobile Isidora, madre di Santa Tecla, trasformando in luogo di culto cristiano una preesistente costruzione pagana, detta "Basilica degli astronomi". Nelle immediate adiacenze, presso la cava denominata di Santa Margherita al Tirone, è un pozzo che custodì temporaneamente i corpi dei fratelli martiri. Nell'area è documentata la chiesa dei venti Santi Martiri, ospitante le sepolture di altrettanti soldati romani, le cui vicende e la cui conversione al cristianesimo sono legate ai numerosi trasferimenti in terra di Sicilia di Alfio e compagni.
Basilica di Sant'Alfio

Per garantirne una sepoltura cristiana, Tecla e compagni recuperarono temerariamente i corpi dei martiri, custodendoli in un complesso di tre arcosoli scavati nella roccia. I manufatti lapidei sono oggi inglobati in corrispondenza di alcune cappelle della navata destra dell'attuale tempio. La costruzione sorta in corrispondenza dei sepolcri fu edificata per volontà di Santa Tecla e, oltre le inumazioni dei tre fratelli, ospitò quelle di numerosi altri santi martiri; sono presenti anche un pozzo, una spelonca e una fitta rete di cuniculi.
Primo vescovo storicamente documentato è Lucido, menzionato nelle lettere di papa Gregorio Magno nel 602 e 603. In una Notitia Episcopatuum della fine del IX secolo, Lentini appare ancora al tredicesimo posto fra le sedi episcopali siciliane.
Negli anni a cavallo tra il 785 e il 787 Costantino, ultimo vescovo a noi noto della diocesi, decise di trasportare in gran segreto le reliquie dei tre fratelli nell'abbazia di San Filippo di Fragalà dell'Ordine basiliano, intimorito dai pericoli di una imminente invasione saracena. Contestualmente trasferì i resti delle gloriose vergini e martiri Tecla, Giustina, Eutralia, Epifania, Eutropia, Isidora, dei valorosi compagni dei tre fratelli, i martiri Onesimo, Erasmo, e ancora dei santi Cleonico, Caritone, Neofito, Mercurio, i sette fratelli testimoni muti di Cristo, dei venti soldati convertiti e di tanti altri martiri gloriosi, come si evince dal testo autografo rinvenuto all'atto del ritrovamento delle reliquie principali.

### Epoca normanna
Con le concessioni di Ruggero II nel 1124 alla Chiesa catanese guidata dal vescovo Maurizio, è riconosciuto l'esercizio del potere temporale sui territori dell'antica e soppressa diocesi di Lentini.
Dopo le scorrerie e le devastazioni apportate in epoca araba da bande saracene, tutti i poli monumentali cittadini subirono i gravi danni del terremoto del 1140 e del terremoto di Sant'Agata, comprese la cattedrale di Santa Maria la Cava e la basilica di Sant'Alfio.

### Epoca sveva
Nella città ricostruita si insediarono i religiosi dell'ordine carmelitano, i francescani conventuali e osservanti e nel vicino litorale ionico i cistercensi. 
Il ritrovamento fortuito di un dipinto su tavola nel vicino porticciolo di Agnone Bagni scatena la contesa tra pescatori lentinesi e catanesi nonché la questione circa l'istituzione religiosa preposta a custodire la sacra immagine. La sede designata sarebbe stata la vicina basilica del Murgo dell'Ordine cistercense voluta da Federico II di Svevia sollecitando i religiosi dell'abbazia di Santa Maria di Roccaradia. Invece la scelta del sito fu affidata al caso. Posto il dipinto su un carro trainato da buoi senza guida, gli animali non indugiarono a dirigersi verso la città di Lentini, fermando la corsa nei pressi del fortilizio riedificato dal Gran Conte Ruggero su resti di preesistenti fortificazioni.
L'icona fu intronizzata in una cappella del Castello vecchio che sorgeva sul monte Latina, oggi Tirone, ove prese il titolo di «Santa Maria Maggiore del Castello». Le annuali processioni e la venerazione sempre crescente nel tempo, dettarono il trasferimento presso il vicino duomo di Santa Maria della Cava, ove fu custodita fino al 1675 in una cappella appositamente dedicata in onorifico sacello, Deiparae dicato, magna veneratione asservatur. Presso il tempio era attestato il sodalizio "Coeli Regina" fondato il 20 marzo 1683 con lo scopo di incrementare la venerazione verso l'icona, in seguito ripristinato come Confraternita dei Bianchi, istituzione dedita all'assistenza spirituale dei condannati a morte.

### Epoca aragonese
Il tempio fu oggetto di privilegi riconosciuti da Pietro II di Sicilia, e in seguito da Maria di Sicilia e Martino I di Sicilia il Giovane nel 1399.

### Epoca spagnola
In Val Demenna diverse località sono accomunate dal culto verso i tre fratelli martiri, circostanza che rende verosimile una sorta di peregrinatio delle reliquie motivata dalla continua ricerca di un posto più sicuro atta a proteggerle da ulteriori scorrerie e vandalismi: Mirto, San Fratello, San Marco d'Alunzio. Il 22 settembre 1516 durante lavori di riedificazione nel monastero di Fragalà, alcuni operai abbatterono un muro, il crollo del manufatto svelò la presenza di una cassetta contenente ossa umane e un manoscritto redatto in lingua greca. La traduzione del testo confermò l'appartenenza dei resti, erano proprio le reliquie dei tre fratelli delle quali si erano prese le tracce. Diffusasi la notizia del rinvenimento, una delegazione di lentinesi si recò presso il monastero con l'intenzione di riappropriarsi dei resti il 29 agosto 1517, i vari tentativi pacifici furono vani. Un'incursione di sorpresa sortì l'effetto sperato, le reliquie così sottratte furono ricondotte a Lentini il 2 settembre. Come forma di autotutela, l'intera cittadinanza si autodenunciò appellandosi direttamente al pontefice, riconoscendo un congruo risarcimento alle istituzioni violate.
Terremoto del Val di Noto, Anno Domini 1542 o "Magnus Terremotus in terra Xiclis".

Fino al terremoto del Val di Noto del 1693 in città sono documentate: 
- Ex cattedrale di Santa Maria la Cava o di Santa Maria la Vecchia.[4][15] Il tempio fu elevato a collegiata con breve apostolico di Papa Clemente IX nel 1668.
- Chiesa dei Santi Alfio, Filadelfo, Cirino. Riedificata da Sebastiano Scalambro nel 1518 con licenza di Papa Leone X sul primitivo luogo di culto ospitante le sepolture. Il tempio fu elevato a collegiata con breve apostolico di Papa Urbano VII il 30 settembre 1633.[6]

Le tremende scosse e le successive repliche sismiche abbatterono al suolo i due poli monumentali. Una lenta opera di ricostruzione, dettata dall'incertezza per l'individuazione dell'area ove riedificare il centro, determinò delle scelte provvisorie: sull'area dei sepolcri fu eretta una piccola chiesa temporanea; in periferia, fra imponenti ruderi, le strutture della vecchia sacrestia diedero corpo alla chiesa della Campana adibita ad oratorio. Alla lentezza per la ricostruzione contribuirono la scarsa disponibilità di fondi per riedificare entrambe le collegiate e la diatriba su quale ricostruire per prima. La mediazione del vescovo Asdrubale Termini nel 1696 pose termine ai pareri controversi, designando per la riedificazione l'area della cinquecentesca collegiata dei Santi Alfio, Filadelfo e Cirino al piano della dogana. La ricostruzione ebbe luogo d'intesa tra Giuseppe Lanza, duca di Camastra alle dipendenze del viceré di Sicilia Juan Francisco Pacheco duca di Uzeda.
Collegiata dei Santi Alfio, Filadelfo e Cirino, ricostruzione barocca

1696 - 1747. Riedificazione barocca operata dall'architetto Vincenzo Vella da Malta sulla piccola chiesa di Sant'Alfio, costruita sulle rovine della preesistente basilica.

### Epoca contemporanea
Il terremoto di Santa Lucia del 13 dicembre 1990 rese inagibile il tempio, che è stato riaperto al culto il 6 dicembre 2014 dopo due anni di restauri. La concelebrazione eucaristica fu presieduta dall'arcivescovo Salvatore Pappalardo.

## Esterno
Facciata settecentesca suddivisa in tre ordini. 
Sagrato pavimentato con ciottoli bianchi e neri riproducenti motivi geometrici delimitato da artistica cancellata. L'acciottolato presenta una stella centrale con trentadue punte delimitata da tre cornici concentriche articolate in diverse tipologie di intarsiature romboidali.

## Interno
La chiesa, in stile barocco, ha un impianto basilicale a croce latina, ripartito in tre navate per mezzo di dodici colonne e pilastri di crociera.  Ha sei campate nelle navi minori; tre vasti ambienti si aprono sulla navata destra. La cupola ha vele e nervature decorate a stucco in rilievo; nei pennacchi sono affrescati i quattro Evangelisti. Sulla volta della navata centrale si susseguono tre quadroni a fresco, raffiguranti rispettivamente: la Consacrazione di Neofito a vescovo di Lentini da parte dell'apostolo Sant'Andrea, l'Ascesa al cielo dei tre santi martiri accompagnati dalla Madonna, il Battesimo dei primi catecumeni.

### Transetto
- Absidiola destra: Cappella del Sacro Cuore.
  - Braccio destro della crociera: Cappella. Dipinto.
- Absidiola sinistra: Cappella delle Madonna della Catena. Sopraelevazione con edicola delimitata da colonne tortili contenente la statua in alabastro raffigurante la Madonna della Catena, opera di scuola gaginesca.
  - Braccio sinistro della crociera: Cappella del Santissimo Crocifisso. Nell'edicola, delimitata da colonne sormontate da timpano, è custodito un artistico Crocifisso, ai cui piedi è la statua della Madonna Addolorata.

## Sacrestia
Stauroteche

## Cripta
Il Putridarium è un insieme di ambienti ipogei utilizzati per le pratiche di mummificazione, scheletrizzazione, scarnificazione e inumazione dei defunti.

## Feste
- 9, 10, 11 maggio, Festa di sant'Alfio a Lentini.[16]
- 2 settembre, Traslazione delle Reliquie, ricorrenza del rientro delle reliquie da Demenna a Lentini.
  - 500º anniversario: 2 settembre 1517 – 2 settembre 2017.